# DBAG série 128
 (septembre 2022).
La 12X (DBAG série 128) était un prototype de locomotive électrique à 4 essieux construite par AEG.
Ce prototype a débouché sur une production de série, les séries 145 (fret) et 146 (trains régionaux), et a finalement mené à la gamme de locomotives TRAXX de Bombardier Transport.

## Histoire
En 1994, AEG a construit une locomotive servant de démonstrateur de technologie : la 12X, qui était louée à la Deutsche Bahn AG pour des tests et évaluations. Elle constitue une évolution de la série 120. La locomotive a été affectée au pool de DB Cargo de Nuremberg. Elle a aussi été utilisée pour l'usine BASF de Ludwigshafen à l'automne 2000 pour des trains de fret entre Ruhland et Bâle. 
Plus tard, la locomotive est devenue la propriété de Bombardier Transportation après le rachat d'Adtranz.
Portant de construction une livrée de promotion d'AEG, la locomotive a plus tard arboré une livrée spéciale Unicef, puis des livrées de promotion d'Adtranz puis de Bombardier.